# Nazwisko
Nazwisko – nazwa rodziny, do której dana osoba należy. Wspólnie z imieniem (imionami) stanowi podstawę identyfikacji osoby w większości kultur i ludów.

## Starożytna Grecja i Rzym
W starożytności jedynym europejskim społeczeństwem, które wykształciło konsekwentny system nazwisk, byli Rzymianie. Starożytni Grecy nosili tylko imiona i patronimy dodając ewentualnie miejsce pochodzenia (typowym przykładem jest miano Tales z Miletu).
Ukonstytuowanie się nazwisk rzymskich było wynikiem podziału szczepowego całości społeczeństwa. Podobny system mają polscy górale noszący dwuczłonowe nazwiska typu Bachleda Curuś. Człon pierwszy to nazwa „szczepu” czy też rodu „Bachledów”, człon drugi jest specyficznym nazwiskiem rodzinnym.

### Imię
Pierwszym członem miana obywatela rzymskiego (mężczyzny) było imię, łac. praenōmen. Było ich w sumie tylko kilkanaście, w związku z czym można je było bezpiecznie skracać do jednej-dwu liter bez możliwości pomyłki. Zapoczątkowany w Rzymie zwyczaj skracania imienia do jego pierwszej litery stosowany bywa i obecnie, jednak z racji znacznego zwiększenia liczby imion, nie jest możliwe ustalenie imienia osoby tylko na podstawie inicjału.
Oto lista najpopularniejszych imion rzymskich wraz ze skrótami:
- Aulus (A.)
- Decimus (D.)
- Gaius (C.)
- Gnaeus (Cn.)
- Lucius (L.)
- Marcus (M.)
- Manius (M'.)
- Publius (P.)
- Quintus (Q.)
- Sextus (S.)
- Servius (Ser.)
- Titus (T.)
- Tiberius (Ti.)

Oprócz tego istniała pewna liczba imion rzadkich (np. Kaeso) lub zarezerwowanych tylko dla poszczególnych rodów (Spurius).
Imię jest nie tylko pierwszym w kolejności, ale też najstarszym elementem rzymskiego nazwiska. Tak starym, że właściwe znaczenie poszczególnych imion jest nieznane albo można się go tylko domyślać. Wyjątkami są imiona Quintus, Sextus oraz Decimus, będące zwykłymi łacińskimi liczebnikami porządkowymi znaczącymi piąty, szósty oraz dziesiąty. Nie znaczy to jednak, by obdarzano nimi odpowiednie w kolejności dziecko w rodzinie, jakkolwiek można podejrzewać, że w czasach przedhistorycznych istotnie mogło tak być. Niemniej np. brat Cycerona miał na imię Quintus (Piąty), mimo że braci Cyceronów w ogóle było tylko dwóch.
Imiona mieli tylko Rzymianie-mężczyźni. Wyłącznie imiona mieli zaś niewolnicy obu płci, nie pochodziły jednak one z powyższego zestawu, zarezerwowanego dla wolnych Rzymian.

### Nazwisko
Drugim członem miana obywatela rzymskiego było nazwisko rodowe, łac. nōmen gentilicium. Była to w istocie nazwa szczepu (łac. gens) bardziej lub mniej (w skrajnych wypadkach – wcale nie) rozgałęzionego na poszczególne rodziny. Największe szczepy mogły liczyć nawet kilkadziesiąt tysięcy ludzi, dlatego wnioskowanie o pokrewieństwie dwóch obywateli na podstawie tego, że noszą oni to samo nazwisko rodowe, jest wielce ryzykowne. Np. pokrewieństwo pomiędzy Gajuszem Waleriuszem Katullusem a Markiem Waleriuszem Marcjalisem było zapewne zerowe, mimo oczywistej przynależności obydwu do rodu Waleriuszy (łac. gens Valeria).
Liczna grupa nazwisk rzymskich jest w istocie patronimiczna. Do nich zalicza się np. Marcius („syn Marka”), a także inne utworzone przy pomocy przyrostka -io- (który tworzył formy odojcowskie także w części dialektów greckich i w celtyckim) od Aulus – Aulius, z Sextus – Sextius, z Postumus – Postumius. Mniej liczne są nazwiska odmiejscowe utworzone przy pomocy przyrostków -anus i -inus, np. od Abella – Abellanus; od Aricia – Aricinus. Niemało nazwisk było pochodzenia obcego, w tym np. pelignijskie na -avus (Atavus, Accavus), etruskie na -na, -enna, -inna, -erna (Porsina, Porsenna, Vibenna, Spurinna, Perperna, Mastarna). Nazwiska odmiejscowe i obcojęzyczne ulegały wpływom rdzennych nazwisk patronimicznych na -ius i wynikiem tego jest powstawanie nazwisk odmiejscowych takich jak Tusculanius od Tusculum czy Patavinius od Patavium lub nazwisk pochodzenia etruskiego w rodzaju Tarquinius (od etrus. Tarcna) lub Larcius (od etrus. Larce).
Nazwisko jest młodsze niż imię, stąd sporo z nich, zwłaszcza tych oznaczających zawody, daje się etymologicznie powiązać z normalnymi wyrazami języka łacińskiego. Np. nazwisko Vitruvius jest powiązane z rzeczownikiem vitrum (szkło), nazwisko Porcius z rzeczownikiem porcus (wieprzek), nazwisko Ovidius z ovis (owca) itd.
Jak wspomniano powyżej, imiona mieli tylko mężczyźni, kobiety natomiast nosiły nazwiska będące żeńską formą nazwiska rodowego ojca. To imię-nazwisko było pierwszym członem miana kobiety, a bardzo długo, aż do końca republiki, w zasadzie jedynym. Gdy ojciec rodziny miał więcej córek, młodszej dorzucano przydomek Minor (łac. młodsza), następnej Tertia (trzecia) i tak dalej kolejnymi liczebnikami.
I tak pierwsza żona Cycerona nazywała się Terencja (Terentia), co oznacza, że pochodziła z rodu Terencjuszów. Drugą była Publilia, z rodu Publiliuszów. Córka Cycerona (ród Tulliuszów) nazywała się Tullia, córka Cezara (ród Juliuszów) Julia, córka obywatela nazwiskiem Klaudiusz – Klaudia itd. Dla uniknięcia pomyłek uzupełniano nazwisko kobiety o przydomek męża w dopełniaczu, np. Terentia Ciceronis = „Terencja (żona) Cycerona”.
Mniej więcej od zarania cesarstwa rozpowszechnia się nadawanie żeńskiemu potomstwu przydomka, patrz niżej.

### Przydomek (cognomen)
Przydomek (łac. cognōmen) pełnił w życiu Rzymianina rolę zależną od przyzwyczajeń rodziny i tradycji rodu, czy też szczepu. W większości wypadków stanowił on właściwe nazwisko, które wyodrębniało rodzinę spośród ewentualnych innych gałęzi szczepu. Tak się sprawa ma np. w przypadku Tulliuszy Cyceronów. Taki przydomek przechodził – jak nasze nazwisko – z ojca na syna, ale też, wobec niezbyt wyróżniającej funkcji właściwych imion, których liczba była najwyraźniej zbyt szczupła, pełnił też rolę imienia czy też przezwiska, którym na co dzień nazywany był najstarszy syn.
Istniały rody, zapewne niezbyt rozgałęzione, w których tradycyjnie nie było przydomka. Rzymianami noszącymi dwuczłonowe nazwiska byli np. Q. Ennius albo A. Gellius.
W innych przypadkach przydomek mógł być nadawany dziecku indywidualnie. Wiemy na przykład, że ojciec Waleriusza Marcjalisa nazwał syna tak od dnia urodzin – 1 marca, sam zaś nazywał się Waleriusz Fronto. Niewykluczone jednak, że przydomek Fronto odziedziczył w tym przypadku syn pierworodny, którym Marcjalis prawdopodobnie nie był.
Przydomki żywo przypominają nasze nieoficjalne przezwiska, gdyż nagminnie nawiązują a to do przywar charakteru (Celsus – buc, Tacitus – milczek, Brutus – głupek), a to do defektów urody (Cicero – grochal, od brodawki tego kształtu, Naso – nochal), a to pochodzenia (Afer – Afrykańczyk), a to zawodu ojca (Pollio – folusznik), a to powikłań rodzinnych (Caesar – obdarzony bujną czupryną, Postumus – urodzony po śmierci ojca, pierwotnie praenomen, Agrippa, pierwotnie praenomen – urodzony nóżkami do przodu) i tak dalej. Znaczenia niektórych przydomków, wyraźnie obcych lub bardzo starych (np. Varro) nie poznano.
Jak wspomniano, mniej więcej od początku cesarstwa rozpowszechnia się zwyczaj nadawania przydomków kobietom. Przydomki te stanowią żeńską formę przydomka noszonego przez ojca. I tak:
- Liwia Druzylla to córka Liwiusza Druzusa (Livius Drusus)
- Wipsania Agryppina to córka Wipsaniusza Agryppy (Vipsanius Agrippa)
- Waleria Messalina to córka Waleriusza Messali (Valerius Messala)
- Poppea Sabina to córka Poppeusza Sabina (Poppaeus Sabinus).

I tak dalej. Przydomki te funkcjonowały jako właściwe, indywidualne nazwiska, dlatego nie jest znane niekiedy nawet nazwisko rodowe kobiety, gdyż nie było używane przez jej współczesnych ani przez nią samą. Matka Marcjalisa nazywała się Flaccilla, czyli była córką kogoś o przydomku Flaccus, ale jej nazwisko rodowe jest nieznane.

### Dodatkowy przydomek (agnomen)
Oprócz przydomków nabywanych w drodze dziedziczenia, obywatel rzymski mógł dostać dodatkowy przydomek (łac. agnōmen) na dwa sposoby:
- w drodze adopcji; adoptowany syn przyjmował wtedy imię, nazwisko rodowe i przydomek przybranego ojca, a jako przydomek dodatkowy zachowywał swoje dawne nazwisko w lekko zmodyfikowanej postaci. Np. Gaius Octavius po adopcji dokonanej przez obywatela mianem Gaius Iulius Caesar nazywał się Gaius Iulius Caesar Octavianus;

- przez uznanie specjalnych zasług dla państwa; przydomek ten wiązał się wtedy treściowo z zasługą. Np. zwycięzca Hannibala spod Zamy uzyskał od senatu przydomek Afrykański.

W wypadku wyzwolonych niewolników, indywidualne imię stawało się przydomkiem, natomiast imię i nazwisko dziedziczyło się po dotychczasowym panu. I tak niewolnik imieniem Afer wyzwolony przez obywatela nazwiskiem Publius Terentius Lucanus nazywał się w konsekwencji Publius Terentius Afer.
Ten ostatni mechanizm, to jest mechanizm przenoszenia imienia i nazwiska z pana na wyzwalanego niewolnika, oraz z patrona na uzyskującego obywatelstwo klienta, spowodował ruinę całego systemu z chwilą wyjścia edyktu Karakalli w 212 roku n.e. Cesarz nazywał się Marcus Aurelius Severus Antoninus, a edyktem swym nadał obywatelstwo rzymskie dziesiątkom milionów ludzi, dla których w tym momencie stał się patronem. Odziedziczyli oni więc po nim imię i nazwisko, a tym samym przygniatająca większość zamieszkujących imperium mężczyzn nagle zaczęła się nazywać Marcus Aurelius. Stąd prawdopodobnie nazwisko to nosił Święty Augustyn.
Ten wstrząs spowodował stopniowy zanik tradycyjnego systemu nazwisk rzymskich. Od tamtej pory zaczyna się upowszechniać system nowy, gdzie nazwisko i liczba jego członów jest ustalana arbitralnie i stosownie do fantazji rodziców.

## Nazwiska w poszczególnych krajach i kręgach kulturowych

### Hiszpania i kraje hiszpańskojęzyczne
Obecnie Hiszpanie i mieszkańcy większości krajów Ameryki Łacińskiej posiadają dwa nazwiska (choć najczęściej korzysta się z jednego): pierwsze dziedziczone jest po ojcu (tzn. dziedziczy się pierwsze nazwisko ojca, czyli pierwsze nazwisko dziadka po stronie ojca itd.), drugie – po matce (tzn. pierwsze nazwisko matki, czyli pierwsze nazwisko dziadka po stronie matki). Jeżeli rodzice nie ustalą kolejności, obowiązuje kolejność ustawowa (nazwisko ojca na pierwszym miejscu). Jeśli pochodzenie uznane jest tylko przez jednego rodzica, ten określa człony i kolejność nazwisk. W obydwu przypadkach wybór dokonany dla pierwszego dziecka obowiązuje przy następnych dzieciach tych samych rodziców. Wprowadzone w Hiszpanii w 1999 r. prawo pozwala osobie pełnoletniej zmienić kolejność nazwisk.
Kobieta zamężna nosi swoje własne nazwiska, nawet wówczas, gdy zazwyczaj używa nazwisk męża. Przy używaniu nazwisk męża, kobieta dołącza je do swoich obu nazwisk lub do pierwszego z nich, stawiając przed nimi de. W stosunku do administracji i w obrocie prawnym musi ona zawsze używać swojego własnego nazwiska (USC i obcokrajowcy – zbiór wybranych norm prawnych. Autorzy Rupert Brandhuber, Walter Zeyringer).
W krajach hiszpańskojęzycznych oba nazwiska mogą być również połączone spójnikiem: y (w Katalonii: i) Na wniosek zainteresowanego, złożony w urzędzie stanu cywilnego, przed pierwszym nazwiskiem stawia się de – pierwsze nazwisko jest wtedy zwykle nazwiskiem własnym (de la jeśli poprzedza nazwę w rodzaju żeńskim).

### Polska
W Polsce zwyczajowo nazwisko bierze się zwykle po ojcu, natomiast żona na ślubie przyjmuje najczęściej nazwisko męża, choć obecnie wiele kobiet zachowuje swe nazwisko, zwłaszcza te, które pod swym panieńskim nazwiskiem mają osiągnięcia zawodowe, naukowe lub artystyczne. Często małżonkowie przyjmują nazwiska podwójne; polskie prawo dopuszcza także przyjęcie przez męża nazwiska żony, co jest rzadko praktykowane, ale w ostatnich latach bardziej zauważalne.
Nazwiska pochodzą od przezwisk nadawanych osobom, które później przechodziły na wszystkich jego potomków. Stąd tak popularne w Polsce nazwiska pochodzące od nazw zawodów, miejsca zamieszkania czy cech wyglądu.
Aby dokładnie ustalić etymologię nazwiska, trzeba mieć możliwość prześledzenia zapisów historycznych oraz dokumentów archiwalnych aby ustalić, jak nazwisko było zapisywane i od kiedy te zapisy się pojawiają. Wiele dzisiejszych nazwisk występujących np. na Śląsku i Małopolsce związanych jest z kolejnymi fazami kolonizacji na prawie niemieckim oraz wołoskim. Nazwiska takie zostały następnie poprzez wieki na gruncie miejscowym spolszczone fonetycznie, na zasadzie prostej substytucji: Schmidt>Szmyd, Schneider>Sznajder itd. Na tworzenie podstawy nazwisk miały na tych ziemiach również wpływy węgierskie oraz czeskie. Niejednokrotnie pierwszymi udokumentowanymi mieszkańcami będą tu poczynając od XIII wieku, kmiecie oraz mieszczanie o nazwiskach niemieckich.
Na terenach polskich będących pod zaborami austriackim i pruskim nakazano Żydom przyjmowanie nazwisk. W zaborze pruskim regulował to General-Juden Reglement z 1797, a w zaborze austriackim (tzw. Galicja) obowiązek posiadania stałych nazwisk wprowadził cesarz Józef II w roku 1782. W roku 1787 przez założenie „Izraelickich Ksiąg Metrykalnych” obowiązkiem posiadania nazwisk objęto mieszkańców wyznania mojżeszowego. Nadawali je w imieniu lokalnego starosty urzędnicy. Władze austriackie i pruskie dążąc do germanizacji Żydów, preferowały przy nadawaniu nazwisk nazwy osobowe o niemieckim brzmieniu, początkowo od imienia ojca np. Mozehson (Syn Mojżesza), Dawidsohn (Syn Dawida). Autorstwo bardziej poetycznych nazwisk, takich jak np. Goldstein, Stern, Wassermann przypisuje się Ernstowi Theodorowi Amadeusowi Hoffmannowi, przy czym za nazwiska „ładniejsze” uznawano te, które pochodziły od nazw metali lub kamieni szlachetnych oraz kwiatów; do nazwisk mało prestiżowych zaliczano nazwiska pochodzenia odzwierzęcego np. Hutstein. W konsekwencji o nadaniu nazwiska decydować mogła często łapówka wręczona lokalnemu urzędnikowi.

### Portugalia i Brazylia
W Brazylii i Portugalii nazwisko dziedziczy się podobnie jak w Hiszpanii, z tym że to pierwsze pochodzi od matki, zaś drugie – od ojca (i to drugie jest ważniejsze). Czasami zdarza się, że osoba może mieć aż cztery nazwiska (dwa odziedziczone po matce oraz dwa po ojcu). Ponadto panuje zwyczaj, zgodnie z którym rzadko używa się nazwisk nawet osób publicznych (używa się jedynie 2 imion). Nawet gdy używa się tytułów, tytuł nie może stać przed samym nazwiskiem – poprzedza on całość, na którą składa się imię i nazwisko.

### Islandia
Islandia wyróżnia się tym, że nie ma tam nazwisk sensu stricto. Występują tam prawie wyłącznie (poza nielicznymi wyjątkami pochodzenia obcego) nazwiska patronimiczne. Nazwisko tworzy się poprzez połączenie imienia ojca oraz końcówki oznaczającej płeć: -son (syn) lub -dóttir (córka). W ten sposób syn Hjálmar mężczyzny o imieniu i nazwisku Jón Stefánsson, będzie się nazywał Hjálmar Jónsson (co znaczy Hjálmar, syn Jóna). Córka Kata tego mężczyzny nazywałaby się Kata Jónsdóttir (co znaczy Kata, córka Jóna).
Należy pamiętać, że w Islandii (podobnie jak w Rosji) tytułując osobę nie można użyć tylko nazwiska patronimicznego (np. premier Halldór Ásgrímsson nie może być tytułowany premier Ásgrímsson).